# Tropicomyia vigneae
Tropicomyia vigneae är en tvåvingeart som först beskrevs av Seguy 1951.  Tropicomyia vigneae ingår i släktet Tropicomyia och familjen minerarflugor. Inga underarter finns listade i Catalogue of Life.